# Alexei Ivanov
Alexei Ivanov (n. 1952 – d. ?) a fost un deputat moldovean în Parlamentul Republicii Moldova, ales în Legislatura 2005-2009 pe listele Partidului Comuniștilor.
În perioada 23 aprilie 2001 - 31 decembrie 2005, a fost membru supleant în delegația Republicii Moldova la Adunarea Parlamentară a Consiliului Europei.